# Turitea Dams (östlicher Stausee)
Die Turitea Dams sind zwei hintereinanderliegende Stauseen für die Trinkwasserversorgung der Stadt Palmerston North in der Region Manawatū-Whanganui auf der Nordinsel von Neuseeland.

## Geographie
Der östliche Stausee der Turitea Dams liegt in den nordwestlichen Ausläufern der Tararua Range und rund 9,7 km südöstlich des Stadtzentrums von Palmerston North. Der Stausee, der sich über eine Länge von rund 2,1 km durch zwei Haupttäler schlängelt, umfasst eine Seefläche von rund 13,6 Hektar und misst an seiner breitesten Stelle rund 130 m.
Das Absperrbauwerk, das in Beton als Bogenstaumauer ausgeführt wurde, besitzt einen ungefähren Radius von 40 m und erstreckt sich über eine Länge von rund 65 m.
Gespeiste wird der Stausee neben vier Zuläufen hauptsächlich durch den Tutaenui Stream, der den See durch einen Überlauf in der Mitte der Staumauer in Richtung Westen zum zweiten Stausee hin entwässert.

## Geschichte
Der obere, östliche Staudamm wurde 1957 fertig gestellt.